# Somonino
Somonino, dodatkowa nazwa w języku kaszubskim Somònino, (niem. Semlin) – wieś kaszubska w Polsce, położona w województwie pomorskim, w powiecie kartuskim, w gminie Somonino, nad Radunią i przy drodze wojewódzkiej nr 224. Siedziba gminy Somonino i placówki ochotniczej straży pożarnej.
Południowo-wschodnim krańcem wsi przebiega turystyczny Szlak Wzgórz Szymbarskich. Przez wieś prowadzi trasa magistrali węglowej (Maksymilianowo – Kościerzyna – Gdynia) i zlokalizowana jest w niej stacja kolejowa Somonino o statusie stacji węzłowej.

## Integralne części wsi
| SIMC    | Nazwa                  | Rodzaj    |
| ------- | ---------------------- | --------- |
| 0172681 | Sarni Dwór-Leśniczówka | część wsi |
| 0172698 | Stary Dwór             | część wsi |

## Toponimia

### Etymologia
Kwestia pochodzenia nazwy miejscowości Somonino nie została ostatecznie rozwiązana. Profesor Stanisław Rospond z Uniwersytetu Wrocławskiego uważał nazwę Somonino za topograficzną, wywodził ją od prasłowiańskiego słowa somъ, oznaczającego suma (z racji położenia nad rzeką Radunią). Według niego nazwa wsi mogła pierwotnie brzmieć jako Somino, z późniejszą wymianą na Somnino i Somonino. Profesor Hubert Górnowicz z Uniwersytetu Gdańskiego przyjął inną koniekturę, według niego Somonino jest nazwą dzierżawczą i pochodzi od imienia Siemian. Za tą wersją opowiada się także profesor Edward Breza, argumentując, że zachowane XIII-wieczne nazwy tej miejscowości (Semagnino i Semanino) sprowadzają się do nazwy Siemianino. Według Brezy, za tą opcją przemawia także niemiecka nazwa miejscowości (Semlin).
Po przejęciu Somonina przez zakon kartuzów nazwa wioski była w dokumentach zapisywana inaczej (m.in. Samonin, Szamonnino, Somanin itp.), co bliższe jest interpretacji prof. Rosponda. Dalsza ewolucja nazwy wsi, zdaniem Brezy, mogła nastąpić w wyniku procesów fonetycznych, które zachodziły w sąsiedztwie spółgłosek m i n. Z pierwotnego Siemianina, w wyniku procesów fonetycznych mogło powstać Somonino.

### Nazwy wsi dawniej
W dokumentach Somonino pojawiało się pod wieloma różnymi nazwami. W 1241 wymienione jest jako Semagnino i Semanino. Później jest wymieniane jako: Symlin (1437), Samonin (1525), Szamonnino (1570), Semono (1583), Somanino (1599), Somonino (1710), Samlien (1789), Semlin (1865), a także Somonin pod koniec XIX wieku. W dzisiejszym brzmieniu nazwa miejscowości pojawiła się już w 1656 roku w jednej z ksiąg metrykalnych.
Miejscowości przypisywane są także inne nazwy historyczne: Semlyno, Sunnino, Sumonino, Sunimino, oraz Semano i Samonino.

## Geografia

### Położenie
Somonino jest jednym z sołectw gminy Somonino, położonym w północnej części gminy, około 7 km na południe od Kartuz i 30 km na południowy zachód od Gdańska, w południowo-zachodniej części powiatu kartuskiego, w województwie pomorskim. Graniczy z sołectwami Goręczyno, Sławki i Hopowo. W latach 1975–1998 miejscowość należała administracyjnie do województwa gdańskiego.
Według podziału fizycznogeograficznego Jerzego Kondrackiego Somonino znajduje się w mezoregionie Pojezierze Kaszubskie (314.51), będącym jedną z dwóch części Pojezierza Wschodniopomorskiego (314.5), w podprowincji Pojezierza Południowobałtyckie (314-316).
W skład sołectwa schodzą: Sarni Dwór-Leśniczówka i Stary Dwór. Obydwie leżą we wschodniej części sołectwa.

### Geologia
Miejscowość leży na terenie, którego podłoże stanowią gliny zwałowe (powstałe wskutek działalności lądolodu), ich zwietrzeliny oraz piaski i żwiry lodowcowe, natomiast w dolinie Raduni zalegają piaski i żwiry sandrowe. Pod tymi utworami kenozoicznymi zalegają skały powstałe w później kredzie. Na głębokości 5000 m p.p.m. znajdują się skały metamorficzne pochodzące z paleoproterozoiku.
Na terenie Somonina znajdują się dwa złoża kopalin. W pierwszym z nich (o powierzchni 8,50 ha) występowały złoża surowców ilastych i złoża gliny (eksploatacja złoża na tym stanowisku jest obecnie zaniechana), zaś w drugim występują kruszywa naturalne (1,90 ha). Są to skały czwartorzędowe.

### Geomorfologia
Somonino leży głównie w tzw. Basenie Somonińskim, czyli części Doliny Raduni. Jest to szerokie obniżenie po wytopiskach polodowcowych. Ulica Plażowa (położona obok kościoła) prowadzi z kolei do Przełomu Somonińskiego, czyli nagłego zwężenia doliny. Szerokość dna dolinnego w obrębie przełomu waha się od 30 do 60 m. Na wyrównanie jego spadku, przynajmniej w początkowym odcinku, miał wpływ sztuczny staw dostarczający wody do napędzania młyna, który funkcjonował do lat osiemdziesiątych XIX wieku. W morfometrii zboczy przełomu rysuje się wyraźna przewaga wysokości względnej zbocza południowego (220–240 m n.p.m.) nad zboczem północnym (170–175 m n.p.m.).
Wieś leży też na krańcu Wysoczyzny Żukowsko-Przywidzkiej, zwanej Górnym Tarasem. Prowadzi do niego ulica Siemiana.

### Klimat
Wieś jest położona w pomorskim regionie klimatycznym, który charakteryzuje się dużym wpływem czynników oceanicznych z uwagi na niewielką odległość od Morza Bałtyckiego. Wpływa to zwłaszcza na temperaturę powietrza latem i zimą, a także na okres wegetacyjny.
Klimat jest umiarkowany i zimny. Według klasyfikacji Köppena Somonino należy do klimatu wilgotnego kontynentalnego z łagodnym latem (Dfb). Średnia roczna temperatura wynosi około 6,1 °C, zaś średnia roczna suma opadów około 600 mm. Najcieplej jest w lipcu i sierpniu, a najchłodniej w styczniu i lutym. W roku jest średnio 199 dni z przymrozkami; dni pochmurnych jest około 160, zaś z pokrywą śnieżną około 90. Przeważają wiatry południowo-zachodnie i południowe. Okres wegetacyjny wynosi od 180 do 200 dni, nie sprzyja więc rozwojowi rolnictwa.

### Lasy
Górną i dolną część wsi rozdziela malowniczy pas grądów i buczyn rosnących na rozcinających wysoczyznę wąwozach, który jest zagrożony degradacją w perspektywie dalszego rozwoju wsi. Lasy zajmują mniej niż połowę powierzchni ogólnej wioski. Zarządzane są głównie przez Nadleśnictwo Kolbudy, a w mniejszym stopniu przez Nadleśnictwo Kartuzy.

### Hydrografia
Somonino jest położone w zlewni Raduni, we wschodniej części Pojezierza Pomorskiego. Ciek ten płynie w kierunku północno-wschodnim i stanowi lewy dopływ Motławy, która wpada do Martwej Wisły. Prócz Raduni we wsi znajduje się kilka małych cieków. W zachodniej części znajduje się niewielki zbiornik wodny – Jezioro Flisykowskie.
We wsi znajduje się stacja uzdatniania wody.

### Ochrona środowiska
Somonino leży w Kartuskim Obszarze Chronionego Krajobrazu. Ponadto jest położone w otulinie Kaszubskiego Parku Krajobrazowego (na teren parku można wejść już w sąsiednich Sławkach). Somonino znajduje się na terenie korytarza ekologicznego Doliny Raduni i Motławy.

## Historia

### Pradzieje
Na terenie późniejszego Somonina ludzie bytowali już w starożytności. Odkryto tu 12 stanowisk archeologicznych, do najważniejszych z nich należą dwa cmentarzyska płaskie datowane na wczesną epokę żelaza. W 1938 roku na terenie wsi odkryto pierwsze groby skrzynkowe.

### Średniowiecze – pierwsze wzmianki
Pierwsze dokumenty, które wymieniają nazwę wsi, pochodzą z 21 lutego 1241 roku. Książę Sambor II zastawił wówczas kasztelanię goręczyńską biskupowi kujawskiemu Michałowi za dziesięciny snopowe z całego księstwa (składano je w postaci snopów ze zboża ozimego). Istnieją dwie wersje tego dokumentu, jedna z nich wylicza 18 miejscowości, a druga 14 miejscowości, które miały wejść w skład kasztelanii goręczyńskiej. W pierwszym dokumencie wioska jest przedstawiona pod nazwą Semanino, zaś w drugim jako Semagnino. Według profesora Błażeja Śliwińskiego, najbardziej prawdopodobny jest wariant, wedle którego pierwszy z wymienionych dokumentów jest falsyfikatem (dokument z krótszą listą wsi zawiera listę świadków (m.in. Poppo von Osterna) i cztery pieczęcie, w przeciwieństwie do tego z dłuższą listą, który ma tylko pozostałość po pieczęci księcia Sambora). Somonino wystąpiło jednak w obu dokumentach, więc należało do kasztelanii.
Zastaw kasztelanii trwał do 1282 roku, kiedy książę Mściwoj II uchylił poprzedni układ i przywrócił biskupowi dawne dziesięciny. Do opanowania Pomorza przez Krzyżaków w 1308 roku, według nowego podziału administracyjnego, Somonino należało do wójtostwa tczewskiego, a w nim do okręgu kościerskiego. W publikacji Płowce 1331 odnotowano fakt, iż w sierpniu 1308 roku armia brandenburska zmierzająca w stronę Gdańska przechodziła m.in. przez tereny Somonina. W 1330 roku Krzyżacy zamienili opłaty snopowe na opłatę pieniężną.
Kolejna potwierdzona wiadomość o Somoninie pochodzi z 1380 roku. Wielki mistrz krzyżacki Winrich von Kniprode przyznał całe Somonino i pół Goręczyna braciom o imionach Nitschin (Mikołaj) i Barczelow (Bartłomiej), rycerzom (Somonino liczyło 60 włók chełmińskich, czyli około 1080 hektarów – ponad dwa razy więcej niż obecnie). Mieli obowiązek służby rycerskiej, jednakże uwolnił ich od podatków i służb, do których zobowiązane były inne dobra na polskim prawie osadzone. W 1462 roku Somonino przeszło na prawo niemieckie, kiedy rycerz Maciej sprzedał połowę Somonina i Goręczyna kartuzom. Transakcji tej dokonano za zgodą matki Macieja Elżbiety i jego brata Jana. W 1476 i 1478 roku król Kazimierz Jagiellończyk dokonał potwierdzenia tej inwestycji, przenosząc równolegle tę posiadłość z prawa polskiego na prawo chełmińskie. Oswobodził je także od wszelkich ciężarów i służebności.
W 1474 roku Elżbieta i Jan oddali kartuzom drugie połowy tych wsi za 350 grzywien. Pieniądze podzielili na członków rodziny. Obie wioski znalazły się pod władztwem klasztoru.

### Nowożytność

#### Somonino jako własność kartuzów
Do 1500 roku Somonino było wsią czynszową, potem folwarkiem klasztornym. Na folwarku osadzono zagrodników zwanych chałupnikami. Nastąpiło wtedy wyrugowanie włościan i sołtysa (wieś miała prawa sołeckie od 1482 roku); było to wówczas rzadko spotykane (zdarzało się tak tylko w kryzysowych przypadkach, np. epidemii). Urządzając folwark wzorowano się na już istniejącym, przyklasztornym. Obydwa znalazły się we wspólnym zarządzie i trwało to do 1693 roku. Somoniński folwark rozwijał się głównie w okolicach obecnych ulic Do Młyna, Plażowej i Siemiana (w bliskiej odległości od tego miejsca położony jest obecnie kościół).
Kartuzi dokonali także przenesienia młyna z Goręczyna do Somonina. W latach 1562–1565 administrował nim prokurator klasztorny, od którego młynarz pobierał swoją daninę. W 1570 roku młyn znalazł się w rękach dzierżawcy, który w ramach czynszu ofiarowywał dwa łaszty żyta. Pod sam koniec XVI wieku zbudowano na Raduni tartak, tzw. „piłę”. Spalił się w 1619 roku, lecz 2 lata później go odbudowano. Tartak był na pewno czynny w latach 1645, 1662 i 1670.
W 1603 roku folwark somoniński został wydzierżawiony Hansowi Albrechtowi Krachtowi na okres trzech lat, wraz z czterema innymi wsiami. Dzierżawa wynosiła 800 zł. Kracht mógł używać drzewa (zwłaszcza dębiny), karczować rocznie 800 morg lasu. Otrzymał koncesję na warzenie piwa na własne potrzeby, miał też wiele obowiązków, w tym m.in.: tarcie w tartaku drzewa klasztornego, przekazywanie proboszczowi po 1 korcu żyta, jęczmienia i owsa z każdej włóki, nieobciążanie podwładnych pańszczyzną ponad miarę utrzymania budynków w porządku. Inwentarz miał pozostać po upływie dzierżawy w tej samej ilości. Młyn miał pozostać pod zarządem kartuzów. Inwentarz z tego samego roku wylicza 60 mieszkańców, oraz następujące zwierzęta: 27 koni, 20 wołów, 23 krowy, 7 jałówek, 20 kóz, 24 ciemne kozy, 1 kozła, 30 świń, 9 uli oraz gęsi i kury. Wymienia też młyn zbożowy i tartak. Kracht zmarł niebawem, a jego spuściznę i długi przejął brat Hans Ernest Kracht, dzierżawca Czapel. Podobnie jak brat, miał kłopoty z długami. Po trzech latach zalegał klasztorowi z sumą 3000 zł. W 1613 roku powstał wapiennik w Somoninie (istniał jeszcze w 1733 roku), zaś dwa lata później powstała cegielnia.

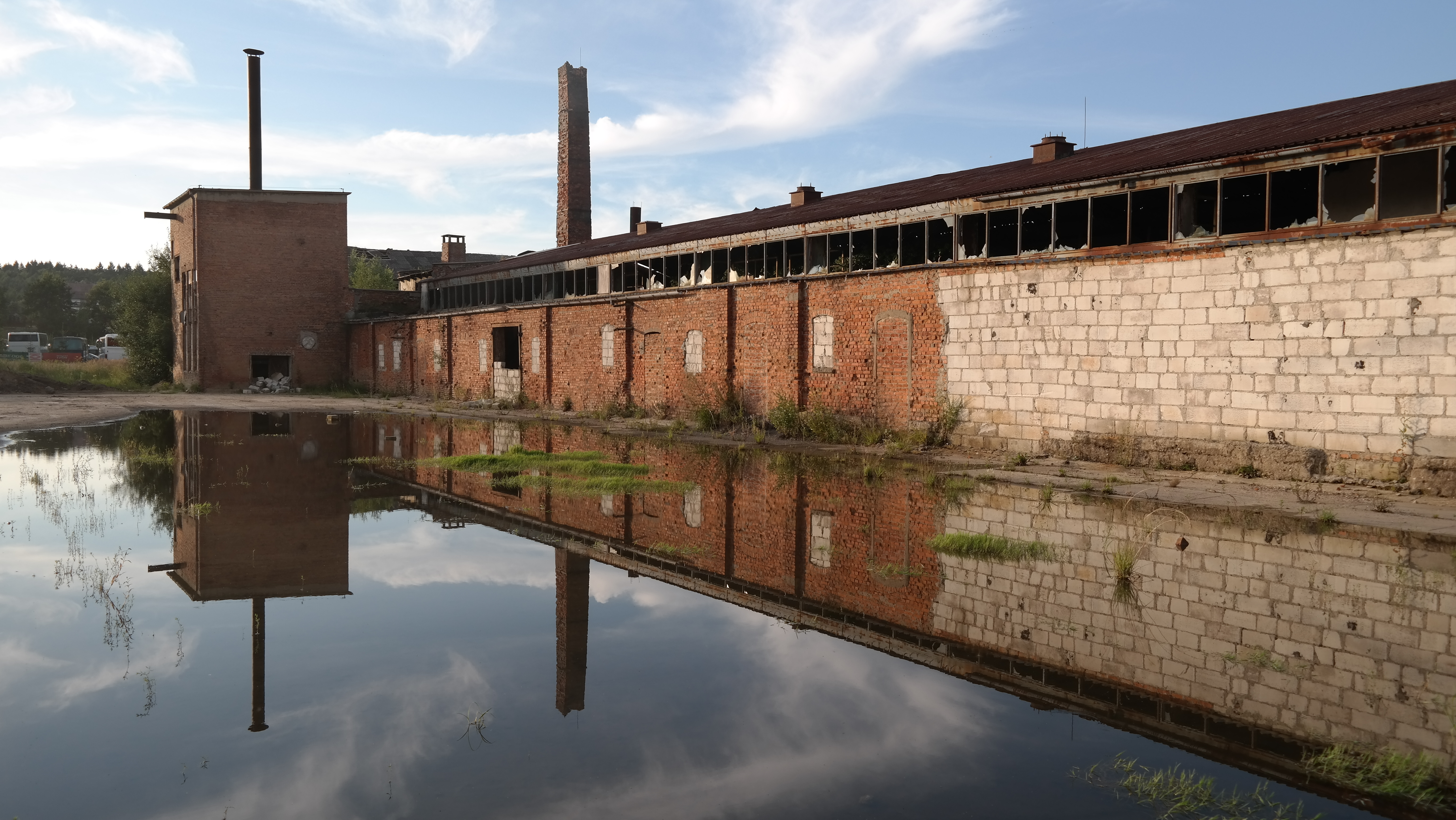
Ruiny cegielni w Somoninie (sierpień 2017)

W 1622 roku pojawił się nowy dzierżawca – Stanisław Hoppa-Pawłowski. Płacił 333 zł czynszu rocznie. Toczył spory sądowe z kartuzami, finalnie zakonnicy przejęli gospodarkę somonińską w swoje ręce. Rok później wydzierżawiono młyn i węgornię w Somoninie za 2,5 łaszta żyta i osiem kop węgorzy. Trzy lata później młynarz Bartłomiej (zarazem stolarz) wydzierżawił od klasztoru miejscową stolarnię za 210 zł i 10 beczek do piwa. Czynsz za młyn wynosił wówczas dwa łaszty żyta rocznie.
Kartuzi wprowadzili szereg ulepszeń. Zbudowali masywny dwór, stodoły i stajnie, podniesiono też dochodowość folwarku. Inwentarz z 1645 roku ponownie wymienia młyn zbożowy i tartak. Na folwarku znajdowało się 12 chat, które zamieszkiwali karczmarze, rzemieślnicy, rataje i robotnicy do robót ręcznych. Z wymienionych chat pięć jest nowych, tak jak i większość stodół i stajni. 17 lat później na folwarku znajdowało się 27 koni i źrebiąt, 30 wołów, 17 krów, 16 jałówek, 13 cieląt i 14 kóz. Młynarz płacił jeden łaszt żyta czynszu. W 1670 roku młynarz płacił już 1,5 łaszta żyta.
Na początku XVII wieku w Kiełpinie i w Kartuzach panowała dżuma, prawdopodobnie także w Somoninie.
W sumie w XVII wieku na folwarku somonińskim istniał młyn, tartak, stolarnia, cegielnia, wapiennik, karczma. Rozwinięto hodowlę koni, wołów, krów, kóz, świń. Do folwarku należały dwie dochodowe owczarnie (Leszno i Borcz). W 1724 roku zmarł tenutariusz somoniński Michał Janowski, który przez 36 lat był wójtem klasztornym.
Ludność, ziemia i gospodarka ucierpiały na licznie prowadzonych w tym okolicach działaniach wojennych. Około 1736 roku przeor Jerzy Schwengel wydał 600 florenów na wzniesienie nowej zapory wodnej w Somoninie. W nocy z 21 na 22 stycznia 1737 roku, zniszczeniu uległy lokalny młyn i zapora piętrząca wodę (przyczyną była bardzo niekorzystna pogoda).
W 1772 roku dobra klasztorne przeszły pod zarząd pruski.

#### Pod zaborem pruskim (1772-1918)
W 1772 roku Pomorze Gdańskie znalazło się pod zaborem pruskim, a Somonino zostało przemianowane na niemieckie Semlin. Ziemie te weszły do nowej prowincji Prusy Zachodnie, do kamery wojny i domen w Kwidzynie, zwanej też Rejencją Zachodniopruską. Od 1815 roku, gdy utworzono nową rejencję w Gdańsku, Somonino znalazło się w jej granicach. Kilka lat później w wyniku nowego podziału administracyjnego Prus Zachodnich zaczął funkcjonować powiat Karthaus, do którego włączono Somonino.
Wprowadzenie obowiązku szkolnego w 1825 roku na obszarze Pomorza sprawiło, iż w 1864 roku w Somoninie wybudowano szkołę, która funkcjonuje do dzisiaj przy ulicy Wolności 44. Uczęszczały do niej dzieci polskie i niemieckie. Dysponowała przydziałem jednego hektara ziemi ornej. Budynki wraz z ogrodem również zajmowały jeden hektar. Wówczas była to szkoła ewangelicka, która liczyła w 1887 roku 94 dzieci.
Dane z roku 1885 wskazują, iż powierzchnia wsi obejmowała 531 ha, w tym 400 ha ziemi ornej. Stały w niej 53 domostwa. Liczyła 423 mieszkańców, z których 178 było katolikami, a 245 ewangelikami (pozostałości cmentarza ewangelickiego znajdują się do dzisiaj w Somoninie przy ulicy Witosławy). Na wybudowaniu Klein Semlin żyło 167 mieszkańców, w Somonińskim Młynie 70, na Ober Semlin przypadało 96 mieszkańców, a na wybudowanie Wilhelmshof 2 domostwa i 11 mieszkańców (Wilhelmshof, czyli Dwór Wilhelma, najprawdopodobniej na cześć cesarza pruskiego). Ponad połowa Somonina, bo aż 287 ha stanowiła większą posiadłość. Prócz tego gburzy mieli 33 posiadłości, a chałupnicy 9.
Na przełomie XIX i XX wieku ludność Somonina była podzielona językowo na dwie prawie równe części. W roku 1892 kaszubski był językiem ojczystym dla 194 mieszkańców, niemiecki dla 193. W roku 1910 oficjalna pruska statystyka odnotowuje we wsi 234 Kaszubów i 221 Niemców.
Od początku października 1906 r. do 1 czerwca 1907 r. w miejscowej szkole elementarnej odbył się strajk dzieci wyznania katolickiego przeciwko nauczaniu religii w języku niemieckim. Z uczestników strajku znane są nazwiska następujących dzieci: J. Bednarski, L. Demski, K. Mielcarski, A. Przybyszewski, B. Rzytlewski, L. Zieliński. Strajk był elementem znacznie większej akcji biernego oporu wobec pruskich władz szkolnych, która na przełomie 1906 i 1907 r. objęła ponad 460 (!) szkół w prowincji Prusy Zachodnie, czyli przedrozbiorowe Pomorze Gdańskie, Powiśle, ziemię chełmińską i ziemię lubawską oraz część Krajny. Inspiracją dla strajków pomorskich były wcześniejsze działania dzieci w prowincji wielkopolskiej, ze słynnym strajkiem we Wrześni (1901) na czele.
W 1910 w Rutkach koło Żukowa uruchomiono elektrownię wodną na Raduni. W tym roku elektryczność dotarła także do Kartuz, a w następnych miesiącach m.in. do Somonina.

### Dzieje współczesne

#### W II Rzeczypospolitej (1920–1939)
W 1919 podpisano traktat wersalski, na mocy którego niemal cały powiat kartuski wraz z Somoninem miał znaleźć się w granicach II Rzeczypospolitej. W 1920 tereny te znalazły się znowu w Polsce, jednak jak napisano w kronice szkolnej Szkoły Podstawowej w Somoninie, ...Gminne oswobodzenie dopiero było dnia 8 lutego 1920 r. przez wojska polskie.

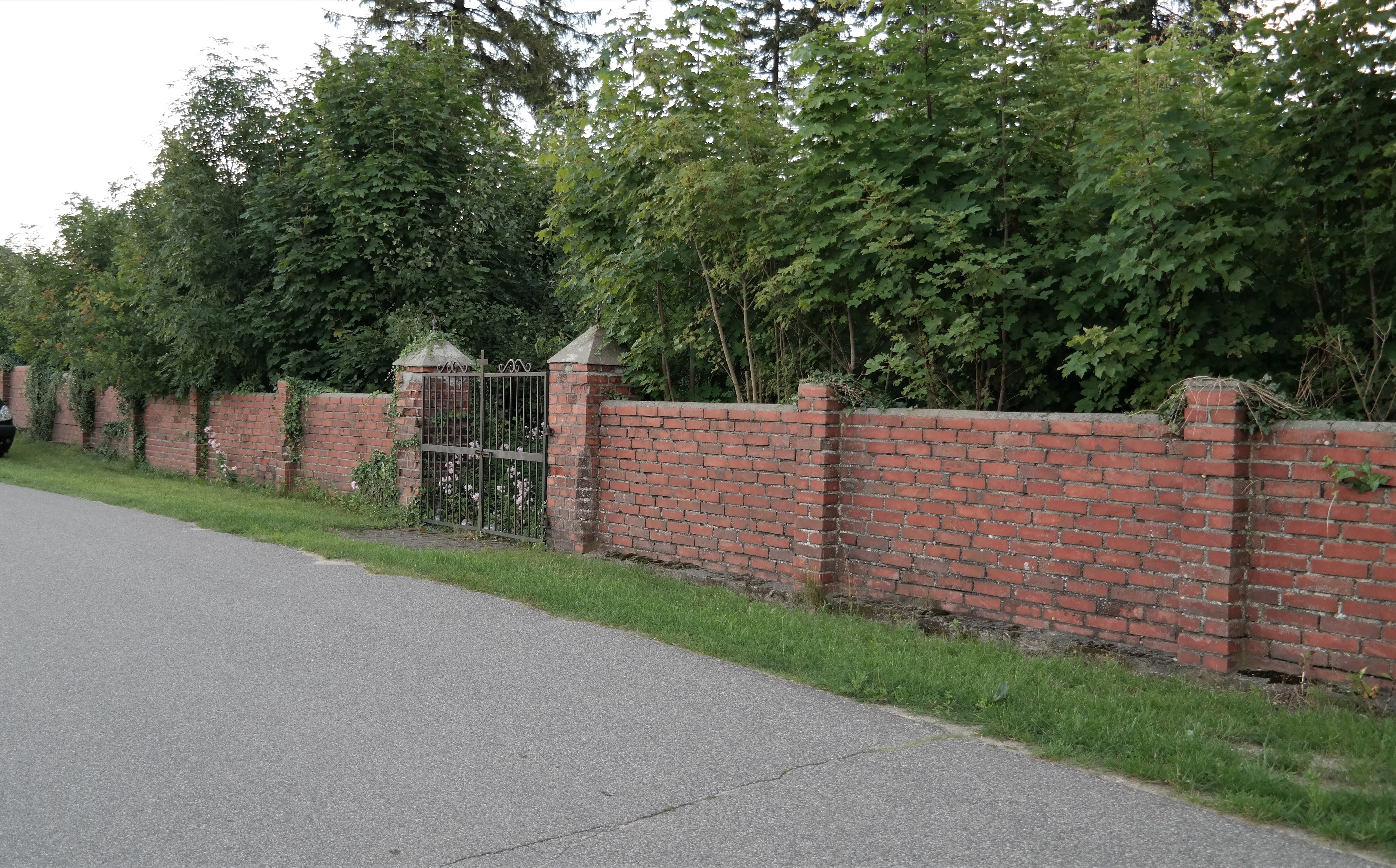
Opuszczony cmentarz ewangelicki w Somoninie (sierpień 2017)

Brak informacji na temat dziejów Somonina w czasie I wojny światowej. Wiadomo natomiast, że po odzyskaniu przez Polskę niepodległości ludność niemiecka opuszczała Kaszuby, ustępując miejsca przybyłym tam Polakom z okolic Wilna, Kobrynia i Lwowa. Jedną z takich rodzin byli Maria i Medard Komarowie, którzy pozostawili swój majątek w Giełgudyszkach i po I wojnie światowej przeprowadzili się właśnie do Somonina. Obydwoje aktywnie wstąpili w lokalne życie społeczne. W Somoninie znajduje się dziś osiedle Komara.
Po I wojnie działania polonizacyjne się rozszerzyły. Dla przykładu dopiero w 1920 roku w szkole podstawowej zaczął nauczać pierwszy polski nauczyciel – był nim Józef Witosławski (szkoła ta istniała już od 1864 i uczył w niej tylko niemiecki nauczyciel). Szkołę ponownie uruchomiono w grudniu 1920 roku.
We wrześniu 1921 roku przeprowadzono Pierwszy Powszechny Spis Ludności. Do ówczesnej Gminy Somonino należały: Somonino wieś, Somonino stacja kolejowa, Somonino pustkowie, Somoniński młyn, Stary Dwór i Wysokie Somonino. Gmina liczyła 63 domy, 412 mieszkańców (181 mężczyzn, 231 kobiet). Pod względem wyznania było 308 katolików i 104 ewangelików. Pod względem narodowościowym były 363 osoby narodowości polskiej i 49 osób narodowości niemieckiej. Dziesięć lat później mieszkało we wsi (gminie wiejskiej) 449 osób w 67 domostwach. Somonino miało wówczas 5,39 km² powierzchni.
Według Księgi Adresowej Polski z 1929 roku właścicielem somonińskiego młyna i tartaku był Maksymilian Litewski, przedwojenny wójt Gminy Goręczyno. Tartak zakupił prawdopodobnie od właściciela niemieckiego.
Pod koniec lat 20. wielu mieszkańców gminy, w tym Somonina, znalazło pracę przy budowie kolei Bydgoszcz – Gdynia, jednak niejednokrotnie dochodziło do bójek spowodowanych przez miejscowych bezrobotnych. Wszczynali oni awantury przeciwko zatrudnionym robotnikom. Pod ich naciskiem, w kwietniu 1929 roku, firma „Kurowski i Karbowski” zwolniła w Somoninie wszystkich robotników z Kresów Wschodnich (oprócz czterech szachmistrzów), a w ich miejsce przyjęła tutejszych bezrobotnych. 6 czerwca 1929 roku na odcinku Somonino – Gołubie zastrajkowało około 400 robotników; powodem były braki wypłat za okres trzech tygodni pracy. Robotnicy strajkowali jedynie 6 godzin, gdyż otrzymali zapewnienie, że otrzymają zaległe wypłaty.
Na mocy rozporządzenia Ministra Spraw Wewnętrznych z dnia 26 lipca 1934 roku dotychczasowa gmina wiejska Somonino weszła w skład nowej Gminy Goręczyno (z kilkunastoma innymi wioskami). Jako jednostka pomocnicza Somonino weszło w skład Gromady Somonino (dzisiejsze sołectwo). Rozporządzenie weszło w życie 1 sierpnia 1934 roku.

#### W III Rzeszy (1939–1945)
W okresie od 1939 do 1945 Somonino, wraz z całymi Prusami Zachodnimi, zostało wcielone do Rzeszy. Powiat kartuski podzielono na 13 obwodów urzędowych (Amtsbezirk) i 121 (albo 122) gmin (Gemeinden). Wieś Somonino została jedną z gmin (niem. Semlin), która weszła w skład obwodu urzędowego Egiertowo (Amtsbezirk Eggertshütte).
Niemcy wkroczyli do Somonina już 3 września 1939 roku, niszcząc przy tym wszystkie dokumenty szkoły podstawowej. Szkoła podstawowa w Somoninie funkcjonowała w czasie okupacji, zajęcia prowadzono jednak w języku niemieckim. Nauczyciel niemiecki zaczął nauczać 1 października 1939 roku, od 1940 uczył polski nauczyciel ze Skorzewa (po uprzednim podpisaniu volkslisty). Pozostał w szkole do czasu wkroczenia wojsk radzieckich do Somonina, tj. 8 marca 1945 roku.
Na początku wojny zginęło wielu mieszkańców wsi, w tym m.in.: Augustyn Splitt, Jan Turzyński czy Franciszek Tusk. Z kolei we Francji zginął Franciszek Flisikowski (ur. w 1922 w Somoninie), który poległ w bitwie o Mont Ormel 20 sierpnia 1944 roku. Pochowany jest na cmentarzu w Grainville-Langannerie.

#### Po II wojnie światowej

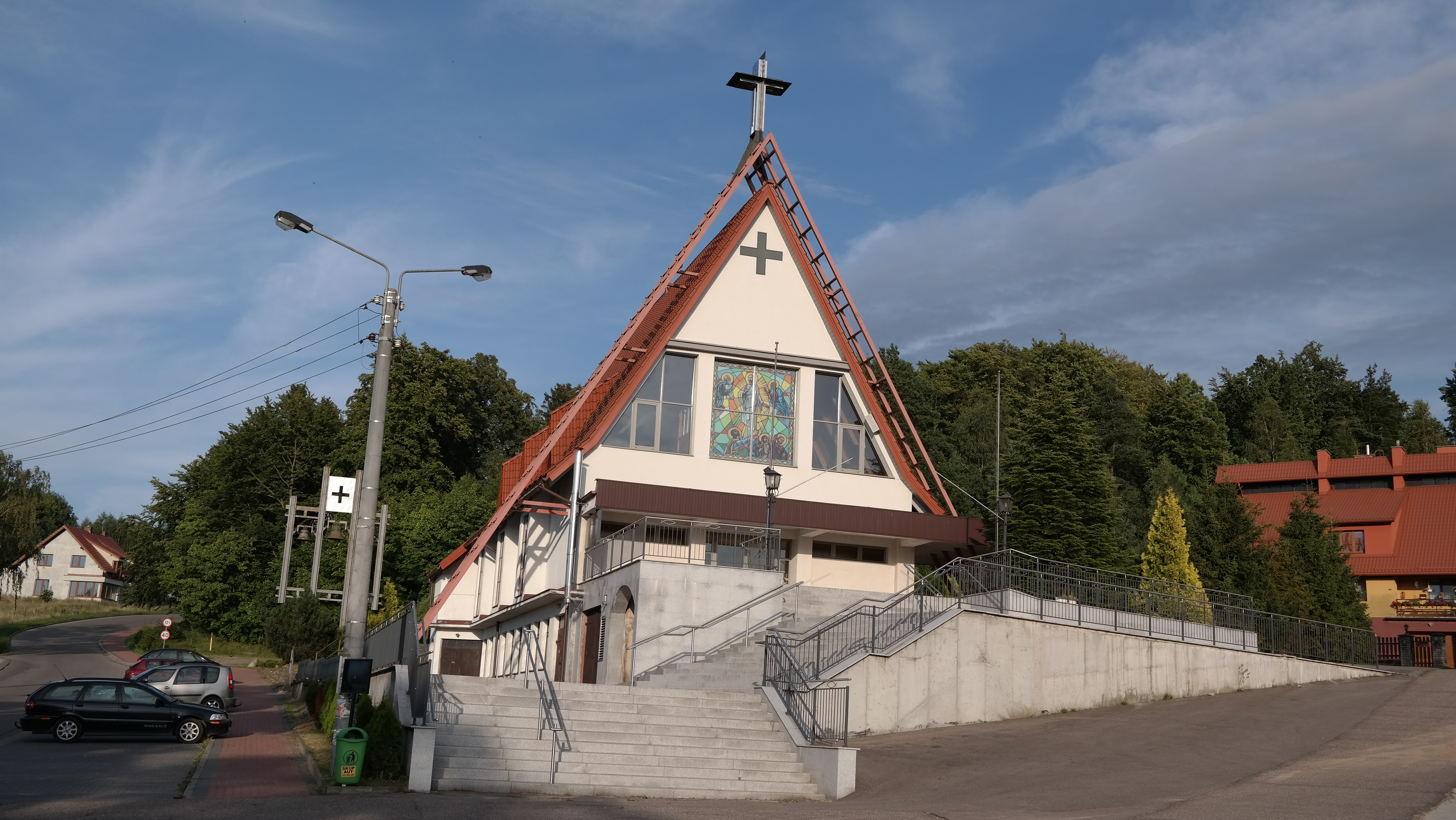
Kościół Przemienienia Pańskiego i Najświętszej Maryi Panny Królowej Polski w Somoninie, powstały w latach 80. XX w. (sierpień 2017)

Zakwaterowanie wojsk radzieckich miało miejsce 15 października 1945 roku w budynku szkoły podstawowej. Po zakończeniu II wojny światowej wioska przynależała do gminy Goręczyno, tej samej, do której należała przed wojną. W cywilnym spisie powszechnym, przeprowadzonym w 1946 roku przez komisarza spisowego Ludwika Igielskiego (pierwszego powojennego dyrektora miejscowej szkoły podstawowej), Somonino miało 492 mieszkańców, w tym 480 Polaków i 12 Niemców.
Jesienią 1954 roku, w wyniku reformy państwowej wprowadzającej podział na gromady (jednostki najniższego szczebla ówczesnego podziału administracyjnego), Somonino trafiło pod zarząd gromady Kiełpino, by w latach 1960–1961 znaleźć się w gromadzie Goręczyno. Od 1962 roku Somonino, zamieszkiwane jedynie przez kilkaset osób, stało się wsią gromadzką. W planie urbanistycznym z 1961 roku zawarto plan rozbudowy wsi, przewidziano w nim m.in.: rozbudowę miejscowości między trasą dworzec PKP – rzeka Radunia, rozbudowę terenu od młyna wzdłuż rzeki do mostu kolejowego i wzdłuż drogi dochodzącej do tutejszej cegielni, budowę remizy strażackiej wraz ze świetlicą i domu spółdzielczego. Planowano także budowę dużej szkoły i utworzenie przedszkola.
Odtąd Somonino zaczęło się rozwijać w szybkim tempie i zaczęły powstawać liczne instytucje. Władze gromady początkowo wynajmowały prywatny lokal, jednak 1 listopada 1967 roku powstał w Somoninie tzw. Dom Gromadzki, w którym siedzibę, oprócz lokalnych włodarzy, miał także Wiejski Ośrodek Kultury (dzisiejszy Gminny Ośrodek Kultury). W tym samym roku zaczęło funkcjonować przedszkole, w 1969 roku utworzono Wiejski Ośrodek Zdrowia (przemianowany w 1981 roku na Gminny Ośrodek Zdrowia, zaś od 1986 roku znajdujący się w nowym budynku). Również w 1969 roku założono automatyczną centralę telefoniczną, łączącą Somonino z Kartuzami. Od początku lat 70. w miejscowości znajduje się straż pożarna i policja.
W 1975 roku założono, z inicjatywy Jana Czapiewskiego, Rolniczą Spółdzielnię Produkcyjną „Radunia” (pomagała ona w lokalnych przedsięwzięciach, takich jak np. budowa i naprawa dróg w gminie). Trzy lata później powstał w Somoninie pomnik upamiętniający mieszkańców gminy, którzy polegli w czasie II wojny światowej (w 2011 roku został przebudowany). Rok później, tj. w 1979 roku, powstał oddział Zrzeszenia Kaszubsko-Pomorskiego. To właśnie ta instytucja wyszła z inicjatywą nadania nazw ulicom miejscowości (dokonano tego w 1981 roku, a patronami części z nich zostały osoby zasłużone dla wsi). W latach 1975–1998 wieś administracyjnie należała do województwa gdańskiego, zaś od 1999 roku znalazła się w województwie pomorskim.

## Demografia
Ludność Somonina w poszczególnych latach:

- 1603 – 60[48],
- 1780 – 82[45],
- 1823 – 193[80],
- 1885 – 423[54],
- 1905 – 465[81],
- 1910 – 456[81],
- 1921 – 412[65],
- 1925 – 430[61],
- 1931 – 449[66],
- 1946 – 492[77],
- 1965 – ponad 900[82],
- 1993 – 2105[83],
- 1998 – 1861[17],
- 2002 – 2482[17]
- 2008 – 2638[84],
- 2009 – 2695[17],
- 2011 – 2832[17],
- 2015 – 2865[1].

Wykres przedstawiający liczbę ludności Somonina w latach 1603–2015:
Struktura demograficzna mieszkańców Somonina według danych z 31 marca 2011:
| Opis                                | Ogółem | Ogółem | Kobiety | Kobiety | Mężczyźni | Mężczyźni |
| ----------------------------------- | ------ | ------ | ------- | ------- | --------- | --------- |
| Jednostka                           | osób   | %      | osób    | %       | osób      | %         |
| Populacja                           | 2832   | 100    | 1408    | 49,72   | 1424      | 50,28     |
| Wiek przedprodukcyjny (0–17 lat)    | 747    | 26,38  | 372     | 13,14   | 375       | 13,24     |
| Wiek produkcyjny (18–65 lat)        | 1823   | 64,37  | 860     | 30,37   | 963       | 34        |
| Wiek poprodukcyjny (powyżej 65 lat) | 262    | 9,25   | 176     | 6,21    | 86        | 3,04      |

## Gospodarka
W 2009 roku w miejscowości zarejestrowanych było 166 podmiotów gospodarczych, wśród których dominowały firmy świadczące usługi budowlane i okołobudowlane (69 podmiotów), prowadzące działalność handlowo-usługową (31) i świadczące usługi transportowe (11). W miejscowości znajdują się liczne sklepy, w tym sklep sieci Biedronka. Na terenie miejscowości nie ma znacznych źródeł zanieczyszczeń powietrza.

## Morfologia i zabytki

### Morfologia wsi
Układ przestrzenny wioski wynika z genezy powstania miejscowości, na obszarze której funkcjonował majątek ziemski, osada i zespół przemysłowy młyna i tartaku. Obecnie widoczny jest układ powstały wokół zespołu węzła kolejowego, a struktura dawnej wsi zanika. Dobrze zachowanymi obiektami są głównie dworzec kolejowy PKP, obiekty położone w jego okolicach (budynki mieszkalne i administracyjne oraz celne przy kolei), a także sieć dróg.
W Somoninie zachowały się nieliczne obiekty tradycyjnego budownictwa z XIX wieku i liczniejsze przykłady zabudowy z I połowy XX wieku. W XX wieku krajobraz wsi został silnie przekształcony (głównie w wyniku intensywnego rozwoju miejscowości w latach 60. i 70.). Zabudowa wsi koncentruje się wzdłuż dwóch głównych szlaków komunikacyjnych miejscowości: drogi wojewódzkiej nr 224 oraz równoległej do niej drogi powiatowej w kierunku Goręczyna i Ostrzyc. Obecnie Somonino jest więc wielodrożnicą. Dominują domy jednorodzinne.

### Zabytki

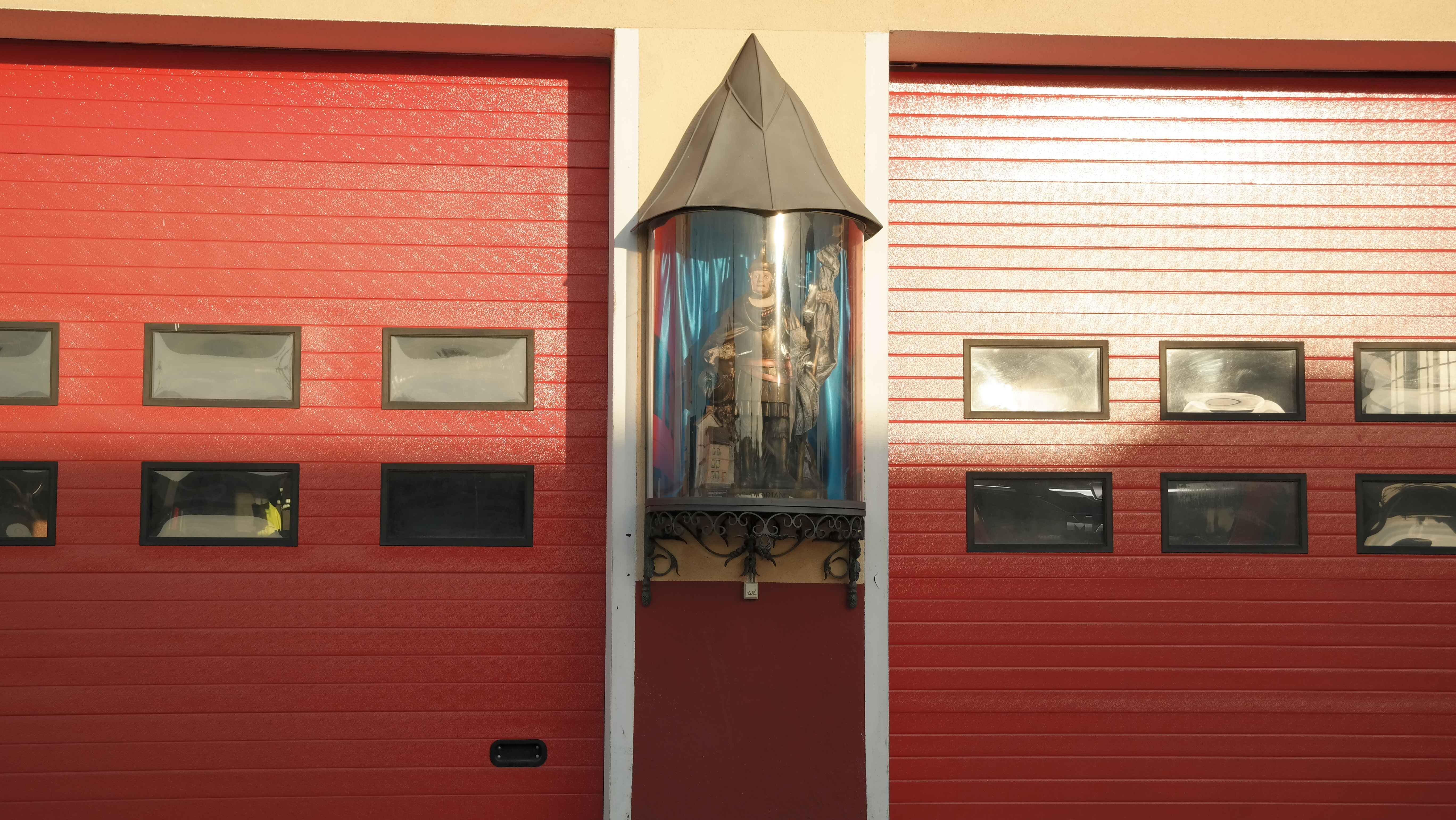
Kapliczka zawieszona na frontowej ścianie remizy strażackiej, przedstawiająca św. Floriana (sierpień 2017)

W porównaniu do innych sołeckich miejscowości gminy, Somonino charakteryzuje się małą liczbą zabytków (także archeologicznych). W miejscowości nie ma żadnego obiektu wpisanego do wojewódzkiego rejestru zabytków. W Wojewódzkiej Ewidencji Zabytków widnieją z kolei dwa obiekty: zespół dworca kolejowego z początku XX wieku oraz drewniany budynek mieszkalny nr 21 z przełomu XIX i XX stulecia. We wsi znajduje się pięć zabytków wpisanych do Wojewódzkiej Ewidencji Zabytków Archeologicznych. Są to trzy starożytne cmentarzyska (w tym jedno o niestwierdzonym położeniu) oraz późnośredniowieczna osada i punkt osadniczy. Najwięcej zabytków Somonina wpisano natomiast do Gminnej Ewidencji Zabytków – dziewięć obiektów (stan na rok 2012): sześć budynków mieszkalnych i gospodarczych, stodołę oraz dworzec kolejowy. Najstarsze z nich pochodzą z przełomu XIX i XX wieku.
Na terenie sołectwa Somonino znajduje się co najmniej sześć kapliczek (w tym jedna na terenie Starego Dworu). Najmłodszą z nich wzniesiono w 1998 roku.

## Transport

### Komunikacja autobusowa
We wsi znajduje się pięć przystanków autobusowych:
- Somonino, Ceramiczna,
- Somonino, Dworzec Kolejowy,
- Somonino, Siemiana,
- Somonino, Szkoła,
- Somonino, Wolności.

Jedynym przewoźnikiem obsługującym regularne połączenia autobusowe jest firma „Przewozy Autobusowe Gryf” (linie nr 2 i 3).

### Transport drogowy
Przez Somonino przebiega wiele tras, nie ma jednak wśród nich drogi krajowej (najbliższa trasa tej kategorii to droga krajowa nr 20, na którą można wjechać w pobliskim Hopowie i Egiertowie). Przez miejscowość przebiegają droga wojewódzka, powiatowa oraz drogi gminne:
- droga wojewódzka nr 224,
- droga powiatowa nr 1923 G (Ostrzyce – Goręczyno – Somonino),
- droga gminna nr 168007 G (Somonino – Wyczechowo),
- droga gminna nr 168009 G (Somonino – Hopowo – Kamela – Jekmuca),
- droga gminna nr 168018 G (Somonino – Sławki – Rąty – Koszowatka),
- droga gminna nr 168022 G (Somonino – Legard – Goręczyno).

### Transport kolejowy

Schemat węzła kolejowego w Somoninie

W Somoninie znajduje się stacja kolejowa, przez którą przebiegają:
- linia kolejowa nr 201 – z Nowej Wsi Wielkiej do Gdyni Portu,
- linia kolejowa nr 214 – z Somonina do Kartuz; obecnie (listopad 2017) na linii nie są prowadzone przewozy pasażerskie.

## Turystyka
Pod względem turystycznym Somonino jest mniej atrakcyjne niż niektóre miejscowości w gminie. Przez wieś przebiegają jedynie szlak rowerowy („Kamienne Kręgi”) oraz szlak kajakowy (Szlak Raduni). Na obrzeżach miejscowości przebiega Szlak Wzgórz Szymbarskich.
- „Kamienne Kręgi”: Ostrzyce – Ramleje – Goręczyno – Somonino – Wyczechowo – Trątkownica – Wyczechowo – Sarni Dwór-Leśniczówka – Sławki – Rąty – Koszowatka – Ostrzyce.

## Kultura miejscowości

### Legenda o trzech dębach
Istnieje legenda o trzech somonińskich dębach, osadzona w czasach, gdy Somonino należało do zakonu kartuzów. Wedle niej, kartuzi w XVII lub w XVIII wieku planowali na lokalnych ziemiach wybudować nowy kościół, wybierając ostatecznie Kiełpino. Budowę miało wykonać trzech zakonników, jednak natrafili oni na trudności ze zdobyciem materiału budowlanego, jakim była czerwona cegła. Najbliższe cegielnie znajdowały się w Łapalicach i Somoninie. Nieraz widywano ich z workami na plecach na trasie Łapalice – Kiełpino. Zakonnicy pracowali nad budową kościółka, jednak zagrożeniem stał się najazd wojsk szwedzkich, którzy dokonali dużych zniszczeń, także na Kaszubach. Właśnie w czasie tej wojny mieli zginąć trzej bracia kartuzi. Nikt nie znał szczegółowych okoliczności ich śmierci, jednak pobożni somonińscy chłopi mieli ich pochować na jednym ze wzniesień, opadającym w stronę rzeki Raduni (dziś znajduje się tam cmentarz). By zachować pamięć o ich pracy i poświęceniu, posadzono w tym miejscu trzy dęby, które istniały tam przez wiele lat. Pozostać po nich miały tylko pnie.

### Podróż za jeden uśmiech
W miejscowości kręcone były dwie sceny do serialu Podróż za jeden uśmiech (1971). W końcu piątego odcinka znalazł się epizod, w którym kierowca ciężarówki przejeżdżał przez somonińską ulicę Wolności. W siódmym odcinku akcja rozgrywała się na dworcu kolejowym w Somoninie, gdy podczas postoju pociągu Poldek (Henryk Gołębiewski), na prośbę współpasażerki (Teofila Koronkiewicz), wybiegł z wagonu nabrać wody. Chłopiec nie zdążył jednak na pociąg i w dalszą podróż pojechał tylko Duduś (Filip Łobodziński).

## Instytucje i działalność we wsi

### Kościół

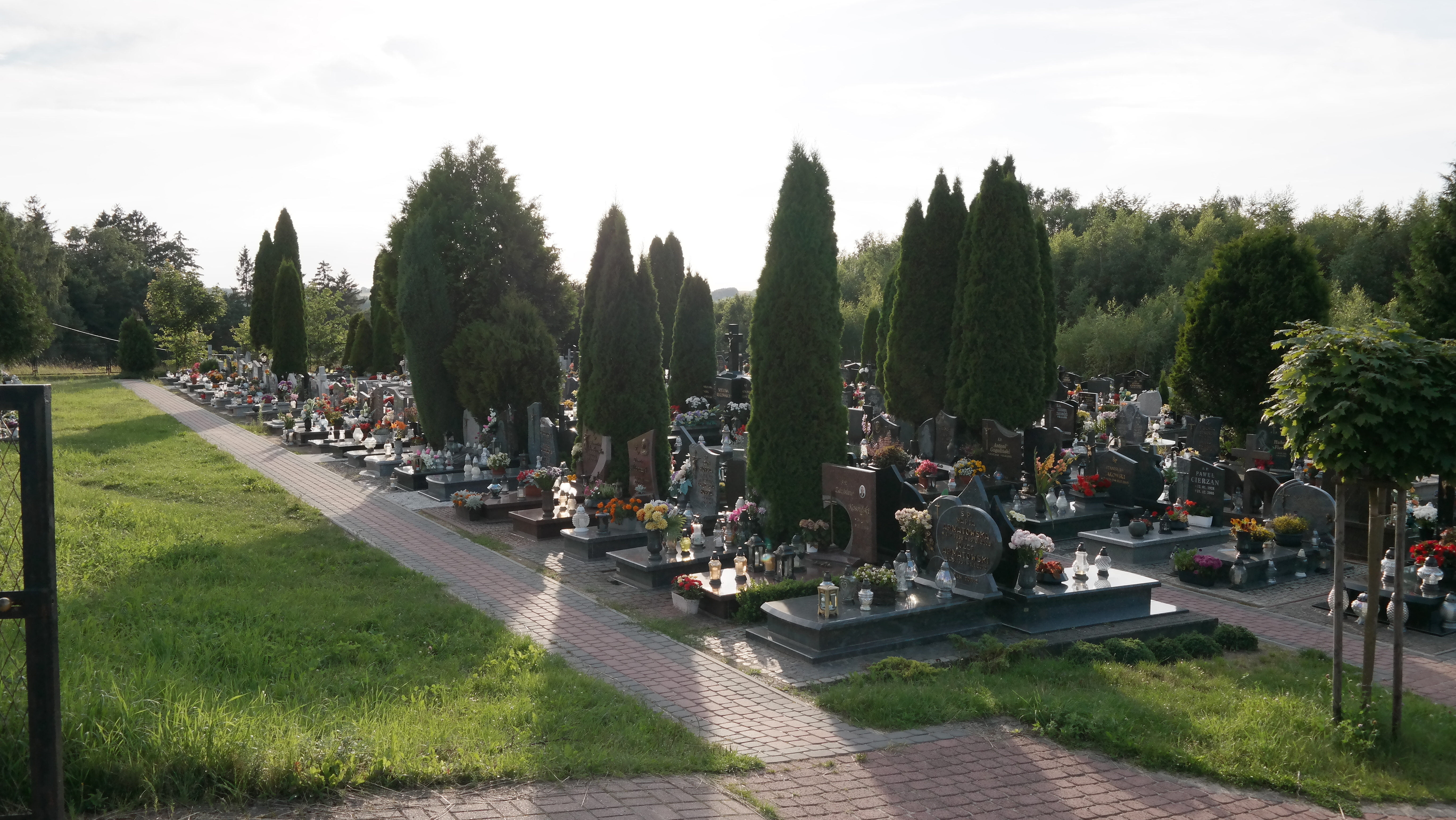
Cmentarz katolicki w Somoninie (sierpień 2017)

W Somoninie mieści się kościół parafii Przemienienia Pańskiego i Najświętszej Maryi Panny Królowej Polski, należącej do dekanatu kartuskiego w diecezji pelplińskiej. Powstała z inicjatywy księdza kanonika Edmunda Kosznika, proboszcza parafii goręczyńskiej. W 1982 roku poświęcono kamień węgielny pod nowy kościół, według projektu architekta mgr. inż. Wojciecha Dworskiego z Gdańska. 1 lipca 1983 roku ksiądz Stefan Rychert został proboszczem parafii, a w grudniu 1984 wprowadził się do plebanii. 6 sierpnia 1985 roku poświęcono pierwszy katolicki cmentarz we wsi. 5 listopada 1990 roku parafia otrzymała drugi tytuł – Najświętszej Maryi Panny Królowej Polski.
W grudniu 2007 roku obowiązki proboszcza parafii od ks. kanonika Rycherta przejął ks. Piotr Kardas (dotychczasowy proboszcz parafii w Dąbrówce). We wrześniu 2008 roku zmarł wieloletni proboszcz parafii, ks. kanonik Rychert (w wieku 61 lat).
W miejscowości istnieje także cmentarz ewangelicki, nie jest jednak utrzymywany.

### Edukacja
W Somoninie mieści się kilka placówek: przedszkole, szkoła podstawowa, gimnazjum i zespół szkół ponadgimnazjalnych:
- Niepubliczne Przedszkole „Chatka Puchatka”,
- Szkoła Podstawowa im. Kardynała Stefana Wyszyńskiego,
- Gimnazjum Publiczne im. Jana Pawła II,
- Zespół Szkół Ponadgimnazjalnych im. Józefa Wybickiego.

We wrześniu 2013 roku szkołę podstawową i gimnazjum połączono w Zespół Szkół. Uczniowie klas 0–3 szkoły podstawowej chodzą do budynku przy ulicy Wolności (ten sam budynek, w którym zbudowano szkołę w XIX wieku), zaś starsi uczniowie (szkoły podstawowej i gimnazjum) uczęszczają do placówki przy ulicy Osiedlowej. Dyrektorem obu placówek jest Jolanta Bociańska.
Jednym z uczniów szkoły podstawowej był Wojciech Kiedrowski.

### Inne

#### Gminny Ośrodek Kultury

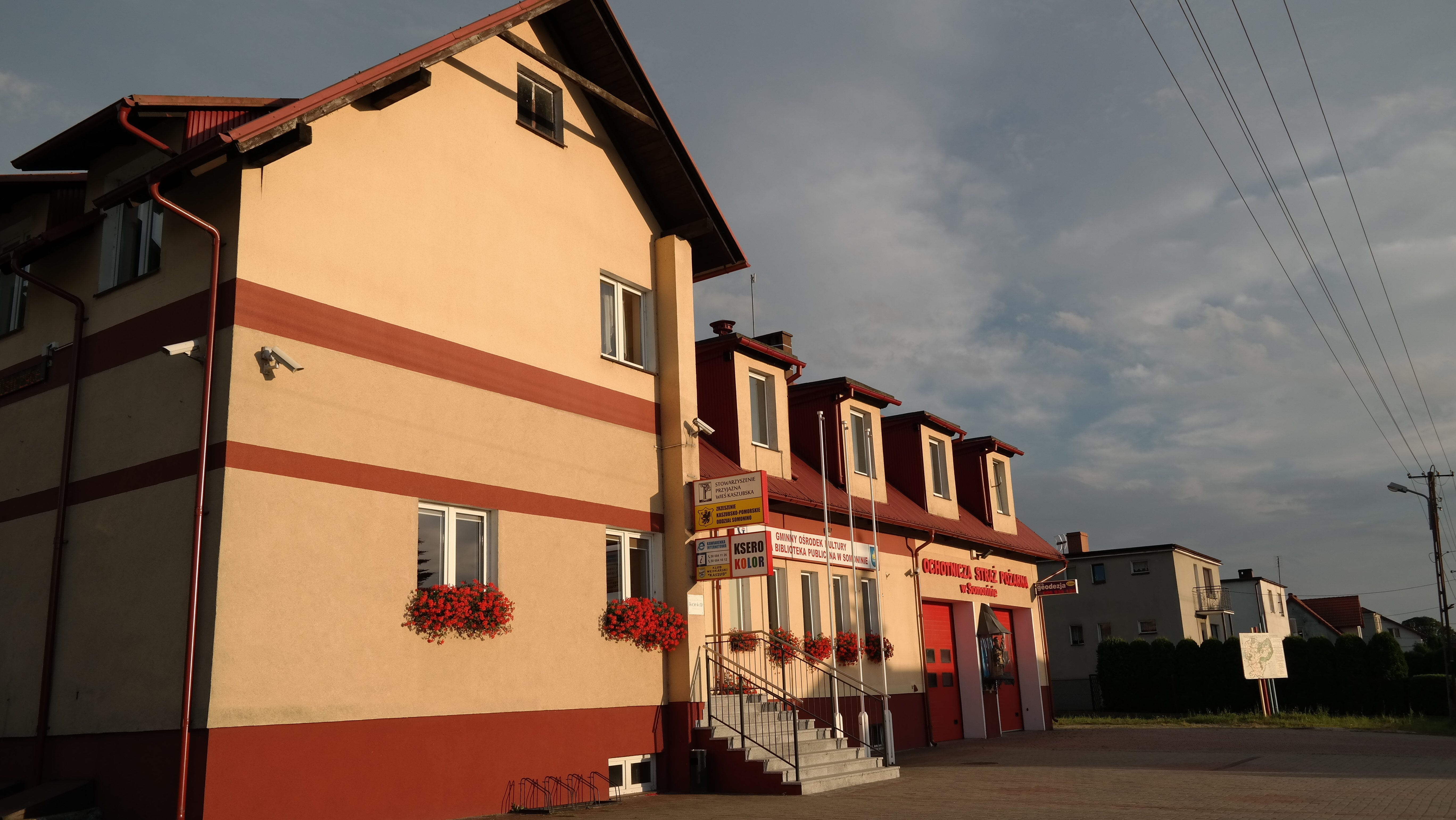
Budynek, w którym mieszczą się Gminny Ośrodek Kultury i Ochotnicza Straż Pożarna (sierpień 2017)

Jego działalność rozpoczęła się w 1967 roku w Domu Gromadzkim (ówcześnie był to Wiejski Ośrodek Kultury). W 1973 roku WOK przemianowano na Gminny Ośrodek Kultury, z kolei w 1976 roku na Gminny Ośrodek Kultury, Sportu i Rekreacji. Dziesięć lat później powrócono do dawnej nazwy. W czasach PRL-u ośrodek odwiedziło wielu gości, w tym m.in.: Wacław Kowalski, Tadeusz Drozda, Roman Kłosowski, Jan Piepka, Andrzej Twerdochlib, Zygmunt Szeliga, Edgar Milewski czy Sat-Okh.
W 1992 roku przeniesiono lokal ośrodka do budynku Ochotniczej Straży Pożarnej, GOK otrzymał pomieszczenia piwniczne i parter (obie instytucje istnieją w tym budynku do dziś). W tym samym roku połączono GOK z Gminną Biblioteką Publiczną, ponadto aktywność GOK-u rozszerzono o działalność sportowo-turystyczną (ośrodek organizuje m.in. Międzynarodowe Mistrzostwa Kaszub w wolnym paleniu fajki). Od 1994 roku dyrektorem ośrodka jest Marian Kowalewski, nauczyciel w tutejszym Zespole Szkół Ponadgimnazjalnych.

#### Urząd Gminy

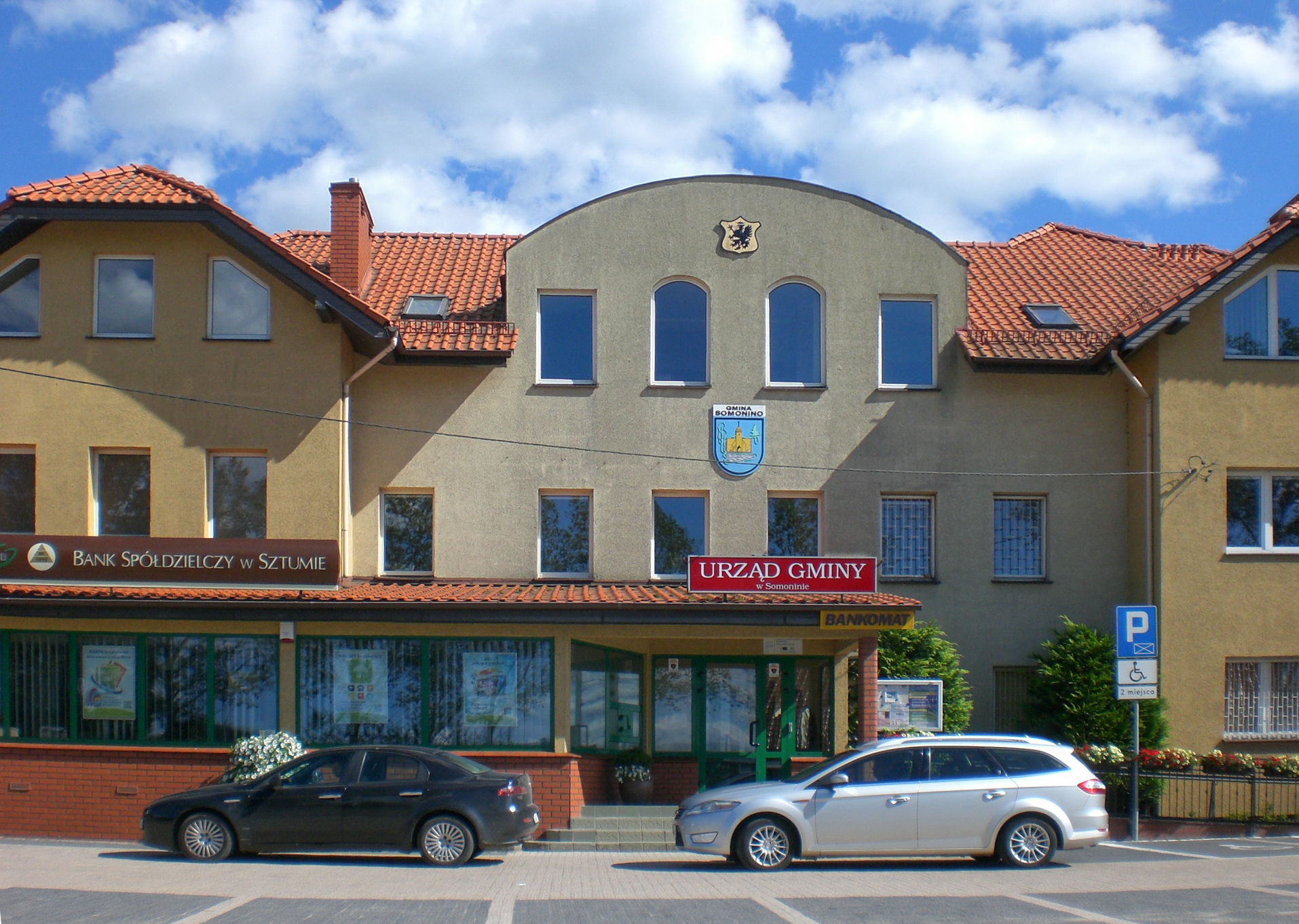
Budynek, w którym mieści się Urząd Gminy (sierpień 2016)

Mieści się przy ulicy Ceynowy 21, czyli dokładnie w tym samym miejscu, gdzie działał wcześniej Dom Gromadzki. W czasach PRL-u był siedzibą władz gromady Somonino oraz gminy Somonino. Budynek funkcjonuje tam od 1967 roku, w Somoninie biura władz mieściły się wcześniej jedynie w prywatnym domu państwa Arczyńskich (po przeciwnej stronie ulicy).

#### Gminny Ośrodek Zdrowia
Podobnie jak powyższe instytucje, rozpoczął swą działalność pod koniec lat 60., wtedy jako Wiejski Ośrodek Zdrowia. Siedzibą był prywatny dom państwa Flisikowskich przy ulicy Wolności 16. W 1981 roku ośrodek przemianowano na Gminny Ośrodek Zdrowia, zaś pięć lat później oddano do użytku nowy budynek przy ulicy Wolności 13.

#### Policja

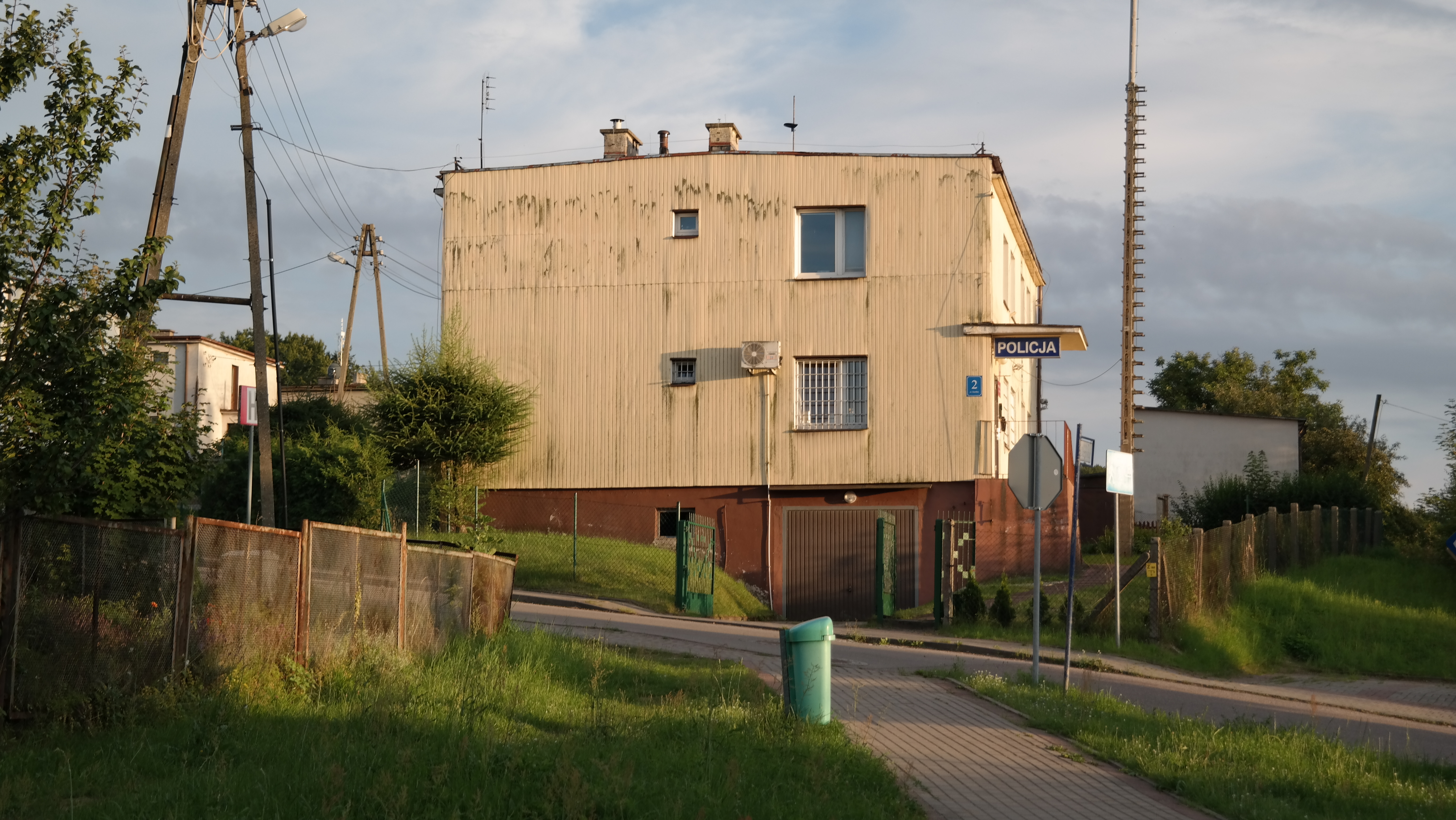
Posterunek policji w Somoninie

Posterunek policji w Somoninie (wcześniej milicji) istnieje od początku lat 70., kiedy przeniesiono go z Goręczyna. Mieści się na Osiedlu Dambka 2, niemal w bezpośrednim sąsiedztwie z Gminnym Ośrodkiem Zdrowia.

#### Straż Pożarna
Ochotnicza Straż Pożarna w Somoninie powstała w 1970 roku, a założyła ją grupa miejscowych rolników. Za remizę strażacką posłużyła stara kuźnia. W 1991 roku udostępniono strażakom dwa nowe garaże w nowo wybudowanej strażnicy, gdzie przeniesiono sprzęt z używanej wcześniej remizy. Jednostka ochotniczej straży pożarnej została po raz pierwszy utworzona już w 1933 roku.

#### Zrzeszenie Kaszubsko-Pomorskie
Zrzeszenie Kaszubsko-Pomorskie ma swoje liczne przedstawicielstwa na Kaszubach, jednym z nich jest gminny oddział w Somoninie, który powstał w 1979 roku z inicjatywy Marii Brusznickiej, ówczesnej dyrektorki Gminnego Ośrodka Kultury, Sportu i Rekreacji. Siedziba znajduje się w budynku, gdzie funkcjonują GOK i OSP.

#### Poczta
W 1964 roku stworzono Urząd Pocztowo-Telekomunikacyjny, który również miał swą siedzibę w domu prywatnym, tym razem państwa Flisikowskich. Obecnie w tym budynku nadal funkcjonuje placówka Poczty Polskiej.

#### Sołtys
Somonino otrzymało prawa sołeckie w 1482 roku, jednak w 1500 roku sołtys został wyrugowany.
Obecnym sołtysem (2017) jest Gerard Trepczyk, który zastąpił Brunona Leszkowskiego (sprawującego tę funkcję przez wiele kadencji).

## Sport
Na początku lat 90. utworzony został klub piłkarski LZS Somonino, który rozpoczął zmagania od rozgrywek B-klasy w sezonie 1992/1993. Piłkarze zajęli wtedy ostatnie miejsce w swojej grupie. Pod tą nazwą klub funkcjonował jeszcze w 2003 roku, odtąd istniał pod nazwą Grunke Somonino. LZS Somonino miał także swoich przedstawicieli w turniejach zapaśniczych.
W sezonie 2003/2004, piłkarze Grunke Somonino awansowali do A-klasy, by w następnym sezonie wywalczyć awans do klasy okręgowej. W tej klasie rozgrywek pozostali do końca istnienia klubu, czyli do 2011 roku (od sezonu 2007/2008 klub miał także sekcje juniorskie). Piłkarze somonińscy osiągnęli najlepszy wynik w sezonie 2006/2007, kiedy to zdobyli czwarte miejsce w klasie okręgowej (grupa Gdańsk I). Po krótkiej przerwie w grudniu 2015 ponownie założono sekcję piłkarską w Somoninie. Szargan Somonino powstał jako akademia piłkarska szkoląca młodych adeptów piłki nożnej z gminy Somonino (w czerwcu 2016 roku było ich około 70).
Przy budynku zespołu szkół (ulica Osiedlowa) znajduje się hala sportowa, z której korzysta lokalna społeczność, w tym uczniowie. W kwietniu 2009 roku na terenie przylegającym do szkoły otwarto zespół boisk „Orlik 2012”, wybudowano tam także stadion piłkarski z bieżnią.

## Osoby związane ze wsią
- Jan Czapiewski – polityk, poseł na Sejm PRL VIII i IX kadencji[135],
- Daniel Czapiewski – przedsiębiorca i społecznik, syn Jana[136],
- Stanisław Lamczyk – polityk, poseł na Sejm RP V, VI, VII i VIII kadencji[137],
- Irena Więckowska – szablistka, olimpijka, wielokrotna medalistka mistrzostw Europy i Polski[138].